# Stargazer (Rainbow)
Stargazer è un brano musicale del gruppo musicale britannico Rainbow, quinta traccia del secondo album in studio Rising, pubblicato il 17 maggio 1976 dalla Polydor Records.

## Formazione
- Ronnie James Dio – voce
- Ritchie Blackmore – chitarra
- Jimmy Bain – basso
- Tony Carey – tastiera
- Cozy Powell – batteria, percussioni

Altri musicisti
- Munich Philharmonic Orchestra – strumenti a corda, corno
- Fritz Sonnleitner – primo violino
- Rainer Pietsch – direttore d'orchestra

## Cover
- Nel 1998 Mundanus Imperium realizzò un cover del brano insieme a Jørn Lande, presente in The Spectral Spheres Coronation.
- Nel 2003 Adrián Barilari reinterpretò Stargazer in lingua spagnola con il suo gruppo Barilari ed inserito nell'omonimo album del gruppo.
- Nel 2003 Lana Lane inserì una reinterpretazione di Stargazer nel suo album Covers Collection.
- Nel 2011 il gruppo folk metal Týr reinterpretò Stargazer per il loro album The Lay of Thrym.
- Nel 2014 i Metallica hanno incluso una parte di Stargazer all'interno del brano Ronnie Rising Medley, presente nell'album tributo a Ronnie James Dio This Is Your Life.

### Dream Theater
Tra il 2008 e il 2009 il gruppo progressive metal Dream Theater realizzò una reinterpretazione di Stargazer, pubblicata il 19 maggio 2009 come primo singolo estratto dall'edizione deluxe del decimo album in studio Black Clouds & Silver Linings.

#### Tracce
1. Stargazer – 8:10

#### Formazione
- James LaBrie – voce
- John Petrucci – chitarra, voce
- John Myung – basso
- Jordan Rudess – tastiera, continuum
- Mike Portnoy – batteria, percussioni, voce